# Bop till You Drop
Bop till You Drop è l'ottavo album di Ry Cooder ed è stato pubblicato nel 1979.

## Descrizione
L'album, pubblicato l'11 luglio 1979, è il primo disco di musica pop registrato con tecnologia digitale.
Il brano Down in Hollywood è stato reinterpretato nel 1981 con il titolo E invece no dal cantautore Edoardo Bennato che per esso ha realizzato anche il nuovo testo italiano.

## Tracce
Testi e musiche di Ry Cooder.
1. Doc Pomus, Mort Shuman – Little Sister (Lato A) – 3:49
2. Arthur Alexander – Go Home, Girl (Lato A) – 5:10
3. Sidney Bailey – The Very Thing that Makes You Rich (Makes Me Poor) (Lato A) – 5:32
4. Robert Lee McCoy, Sylvia McKinney – I Think It's Going to Work Out Fine (Lato A) – 4:43
5. Cooder, Tim Drummond – Down in Hollywood (Lato B) – 4:14
6. Jerry Ragovoy, Mort Shuman – Look at Granny Run Run (Lato B) – 3:09
7. Frederick Knight, Aaron Varnell – Trouble, You Can't Fool Me (Lato B) – 4:55
8. Oliver Sain – Don't Mess Up a Good Thing (Lato B) – 4:08
9. L. Johnson, C. Knight, Richardson – I Can't Win (Lato B) – 4:16

Durata totale: 39:56

## Formazione
- Jimmy Adams – coro
- Ronnie Barron – organo, chitarra, tastiere
- Ry Cooder – basso, chitarra, mandolino, voce
- Tim Drummond – basso
- Cliff Givens – voce
- Reverendo Patrick Henderson – organo, tastiere
- Milt Holland – percussioni, batteria
- Bill Johnson – voce
- Herman E. Johnson – voce
- Jim Keltner – batteria
- Chaka Khan – voce
- Bobby King – voce
- David Lindley – chitarra, mandolino
- Randy Lorenzo – voce
- Reggie McBride – basso
- George Biggie McFadden – voce
- Simon Pico Payne – voce
- Greg Prestopino – voce